# Pseudapriona flavoantennata
Pseudapriona flavoantennata is een keversoort uit de familie boktorren (Cerambycidae). De wetenschappelijke naam van de soort is voor het eerst geldig gepubliceerd in 1936 door Breuning.